# Incoronazione di spine (Tiziano Monaco)
L'Incoronazione di spine è un dipinto del pittore italiano Tiziano Vecellio realizzato nel 1576 e conservato nella Alte Pinakothek di Monaco in Germania.

## Descrizione e stile
È una composizione tipica del periodo finale del maestro. Con una proporzione formale ideale e una grande forza espressiva, il dipinto è stilisticamente ancora nel pieno Rinascimento.
Sottolinea il grande dinamismo raggiunto dall'artista, in parte dal posizionamento delle figure, creando l'impressione di un movimento costante. Lo stile è quasi pre-impressionista, essendo molto sorprendente l'uso di pennellate ampie e sciolte, applicate con grande libertà, che creano forme e contorni mal definiti e una sorta di vortice di colori. A volte queste particolarità sono state attribuite allo stato incompiuto del dipinto. Anche il modo di risolvere l'ambientazione notturna dell'episodio dell'incoronazione di spine è originale.